# Governació de Damiata
La governació de Damiata o Domyat (àrab: محافظة دمياط, muḥāfaẓat Dimyāṭ) és una de les governacions o muhàfadhes d'Egipte. Està situada al nord del país i la seva capital és la ciutat de Damiata. La governació és coneguda per les seves explotacions agrícoles de guaiabes, especialment a les poblacions de Senaneyya i Kafr El-Battikh, així com per les palmeres que cobreixen la costa des de la ciutat de Ras El Bar, a l'est, fins a Gamasa, a l'oest, i des del mar, al nord, a la vila de Reyad, al sud. Hi ha més d'un milió i mig de palmeres. Damiata exporta al voltant d'1,2 milions de palmeres a molts països, especialment a Grècia i la Xina. L'any 2006 tenia 1.092.316 habitants.

## Divisió administrativa
La governació consisteix en 4 districtes, 10 ciutats, 35 unitats locals de població, 59 pobles i 722 poblats (Kafr). Els districtes o administracions centrals són els districtes de Damiata (Markaz Dumyat), de Faraskur (Markaz Faraskur), de Zarqa (Markaz Az-Zarqa) i de Kafr Saad (Markaz Kafr Saad).